# Okręg wyborczy Livingston
Okręg wyborczy Livingston powstał w 1983 r. i wysyła do brytyjskiej Izby Gmin jednego deputowanego. Okręg obejmuje wschodnią część hrabstwa West Lothian.

## Deputowani do brytyjskiej Izby Gmin z okręgu Livingston
- 1983–2005: Robert Finlayson Cook, Partia Pracy
- 2005–: Jim Devine, Partia Pracy